# Chew

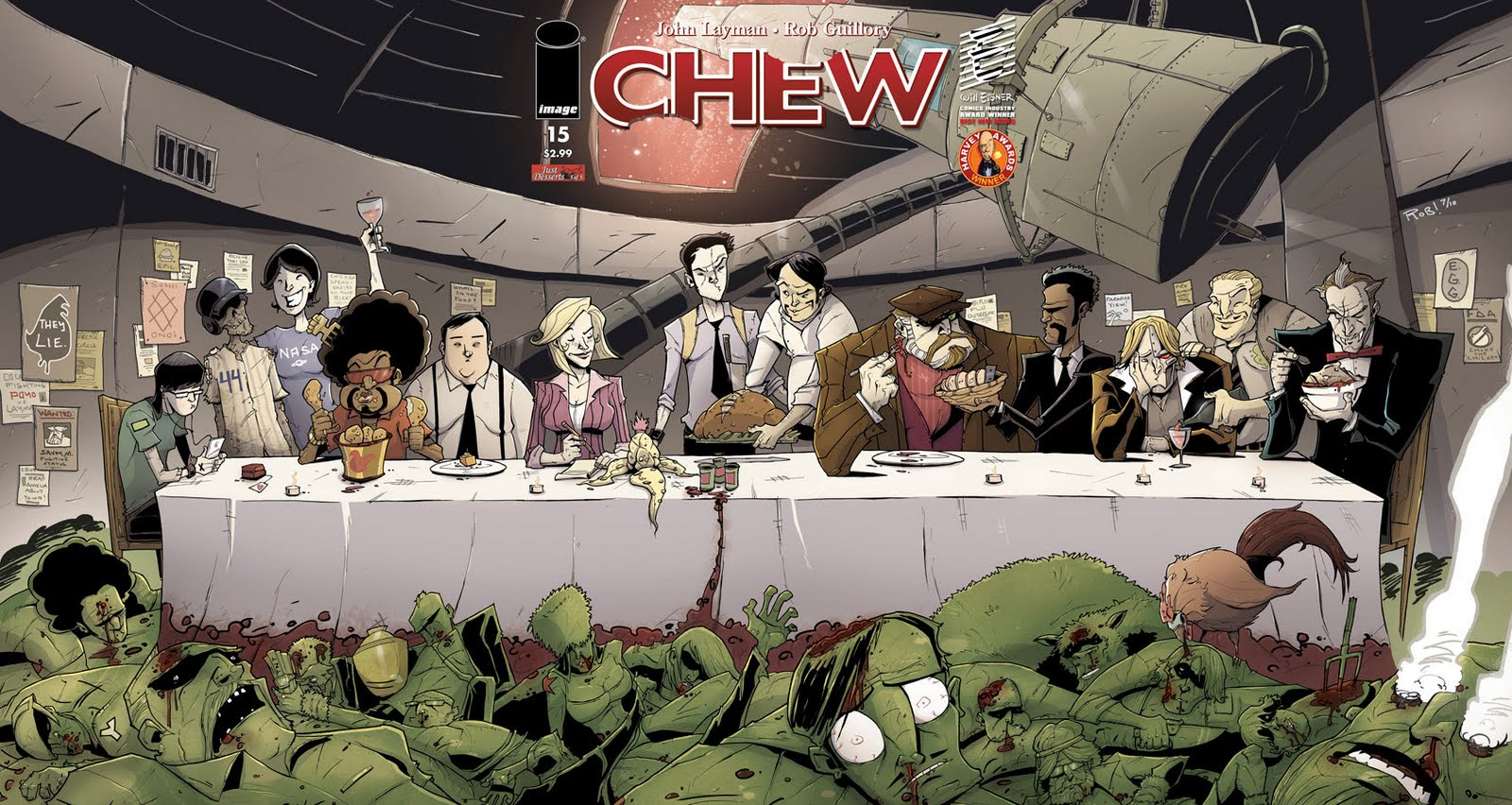
Capa da #15 edição de Chew.

Chew é uma série de revistas em quadrinhos publicada pela Image Comics. Escrita por John Layman e ilustrada por Rob Guillory, é protagonizada por Tony Chu, um agente da FDA que possui "cibopatia", a capacidade de absorver impressões psíquicos de qualquer alimento que venha a ingerir, incluindo carne humana de cadáveres, que consome para solucionar crimes. No universo ficcional da série, a gripe aviária matou dezenas de milhões de pessoas, e a carne de frango foi proibida. Além disso, diversas pessoas possuem poderes relacionados à alimentação, como "saboescrita", a capacidade de escrever textos tão vívidos sobre determinado alimento que o leitor consiga sentir o gosto do que está sendo descrito. Em 2011, a série foi vencedora do Eisner de "Melhor Série".